# Pioneer LaserActive
Pioneer LaserActive è una console per videogiochi prodotta da Pioneer e commercializzata in Giappone a partire dal 1993. Oltre a riprodurre Laserdisc, la console è in grado di eseguire giochi per Sega Mega Drive, Sega Mega CD, PC Engine e SuperGrafx se provvista degli appositi moduli realizzati con la collaborazione di SEGA e NEC.